# لووانا مارتین
لووانا مارتین (انگلیسی: LaVonna Martin؛ زادهٔ november ۱۸, ۱۹۶۶ (۵۸ سال)) ورزشکار دو و میدانی اهل ایالات متحده آمریکا است.